# Pteronotus gymnonotus
Pteronotus gymnonotus е вид бозайник от семейство Mormoopidae.

## Разпространение
Видът е разпространен в Белиз, Боливия, Бразилия, Венецуела, Гватемала, Гвиана, Еквадор, Колумбия, Коста Рика, Мексико (Веракрус), Никарагуа, Панама, Перу, Салвадор и Хондурас.